# Essex-klassen
Essex-klassen var en klasse af hangarskibe i United States Navy. Klassen var den talmæssigt største inden for store skibe i det 20. århundrede, idet der blev bygget 24 skibe med henholdsvis "kort" og "langt" skrog. Der blev oprindeligt afgivet ordre på 32 skibe, men da anden verdenskrig gik mod sin afslutning, blev seks skibe afbestilt, før bygningen var påbegyndt, og desuden to, der var påbegyndt.
Essex-skibene udgjorde rygraden i den amerikanske flådes kampstyrke under anden verdenskrig fra midten af 1943 og frem, og sammen med de tre første skibe fra Midway-klassen fortsatte de med at have den position, indtil superhangarskibene begyndte at blive en større del af flåden i 1960'erne og 1970'erne.

## Essex-skibene
| Skrog nr. | Skip                                   | Værft | Bestilt        | Køl lagt       | Søsat          | Sat i tjeneste                           | Ombygning(er)                             | Nye betegnelser                                    | Taget af tjeneste                | Endeligt                                                 |
| --------- | -------------------------------------- | ----- | -------------- | -------------- | -------------- | ---------------------------------------- | ----------------------------------------- | -------------------------------------------------- | -------------------------------- | -------------------------------------------------------- |
| CV-9      | USS Essex                              | NNSD  | februar 1940   | april 1941     | juli 1942      | december 1942 januar 1951                | SCB-27A, 1951 SCB-125, 1956 SCB-144, 1962 | CVA-9, 1952 CVS-9, 1960                            | januar 1947 juni 1969            | Skrottet juni 1975                                       |
| CV-10     | USS Yorktown (tidl. Bon Homme Richard) | NNSD  | maj 1940       | december 1941  | januar 1943    | april 1943 januar 1953                   | SCB-27A, 1953 SCB-125, 1955 SCB-144, 1966 | CVA-10, 1953 CVS-10, 1957                          | januar 1947 juni 1970            | På museum i Charleston, South Carolina (1975)            |
| CV-11     | USS Intrepid                           | NNSD  | maj 1940       | december 1941  | april 1943     | august 1943 februar 1952 oktober 1954    | SCB-27C, 1954 SCB-125, 1957 SCB-144, 1965 | CVA-11, 1952 CVS-11, 1961                          | marts 1947 april 1952 marts 1974 | På museum i New York City (1982)                         |
| CV-12     | USS Hornet (tidl. Kearsarge)           | NNSD  | september 1940 | august 1942    | august 1943    | november 1943 marts 1951 september 1953  | SCB-27A, 1953 SCB-125, 1956 SCB-144, 1965 | CVA-12, 1953 CVS-12,1958                           | januar 1947 maj 1951 juni 1970   | På museum i Alameda, Californien (1998)                  |
| CV-13     | USS Franklin                           | NNSD  | september 1940 | december 1942  | oktober 1943   | januar 1944                              |                                           |                                                    | februar 1947                     | Skrottet (august 1966)                                   |
| CV-14     | USS Ticonderoga* (tidl. Hancock)       | NNSD  | september 1940 | februar 1943   | februar 1944   | maj 1944 oktober 1954                    | SCB-27C, 1954 SCB-125, 1957               | CVA-14, 1954 CVS-14, 1969                          | januar 1947 september 1973       | Skrottet (september 1975)                                |
| CV-15     | USS Randolph*                          | NNSD  | september 1940 | maj 1943       | juni 1944      | oktober 1944 juli 1953                   | SCB-27A, 1953 SCB-125, 1956 SCB-144, 1961 | CVA-15, 1953 CVS-15, 1959                          | februar 1948 februar 1969        | Skrottet (maj 1975)                                      |
| CV-16     | USS Lexington (tidl. Cabot)            | FRSY  | september 1940 | juli 1941      | september 1942 | februar 1943 august 1955                 | SCB-27C/125, 1955                         | CVA-16,1955 CVS-16, 1962 CVT-16, 1969 AVT-16, 1978 | april 1947 november 1991         | På museum i Corpus Christi, Texas (1992)                 |
| CV-17     | USS Bunker Hill                        | FRSY  | september 1940 | september 1941 | december 1942  | maj 1943                                 |                                           |                                                    | januar 1947                      | Skrottet (maj 1973)                                      |
| CV-18     | USS Wasp (tidl. Oriskany)              | FRSY  | september 1940 | marts 1942     | august 1943    | november 1943 september 1951             | SCB-27A, 1951 SCB-125, 1955 SCB-144, 1964 | CVA-18, 1952 CVS-18, 1956                          | februar 1947 juli 1972           | Skrottet (maj 1973)                                      |
| CV-19     | USS Hancock* (tidl. Ticonderoga)       | FRSY  | september 1940 | januar 1943    | januar 1944    | april 1944 februar 1954 november 1956    | SCB-27C, 1954 SCB-125, 1956               | CVA-19, 1952 CV-19, 1975                           | maj 1947 april 1956 januar 1976  | Skrottet (september 1976)                                |
| CV-20     | USS Bennington                         | BNY   | december 1941  | december 1942  | februar 1944   | august 1944 november 1952                | SCB-27A, 1952 SCB-125, 1955 SCB-144, 1963 | CVA-20, 1952 CVS-20, 1959                          | november 1946 januar 1970        | Skrottet (januar 1994)                                   |
| CV-21     | USS Boxer*                             | NNSD  | december 1941  | september 1943 | december 1944  | april 1945                               | Amfibie-platform                          | CVA-21, 1952 CVS-21, 1956 LPH-4, 1959              | december 1969                    | Skrottet (februar 1971)                                  |
| CV-31     | USS Bon Homme Richard                  | BNY   | august 1942    | februar 1943   | april 1944     | november 1944 januar 1951 september 1955 | SCB-27C/125, 1955                         | CVA-31, 1952                                       | januar 1947 maj 1953 juli1971    | Skrottet (marts 1992)                                    |
| CV-32     | USS Leyte* (tidl. Crown Point)         | NNSD  | august 1942    | februar 1944   | august 1945    | april 1946                               |                                           | CVA-32, 1952 CVS-32, 1953                          | maj 1959                         | Skrottet (marts 1970)                                    |
| CV-33     | USS Kearsarge*                         | BNY   | august 1942    | marts 1944     | maj 1945       | marts 1946 februar 1952                  | SCB-27A, 1952 SCB-125, 1957 SCB-144, 1962 | CVA-33, 1952 CVS-33, 1958                          | juni 1950 februar 1970           | Skrottet (februar 1974)                                  |
| CV-34     | USS Oriskany**                         | BNY   | august 1942    | maj 1944       | oktober 1945   | september 1950 marts 1959                | SCB-27, 1950 SCB-125A, 1959               | CVA-34, 1952 CV-34, 1975                           | januar 1957 september 1976       | Sænket som kunstigt rev i den Mexicanske Golf (maj 2006) |
| CV-35     | Reprisal***                            | BNY   | august 1942    | juli 1944      | 1946           |                                          |                                           |                                                    |                                  | Skrottet (november 1949)                                 |
| CV-36     | USS Antietam*                          | PNY   | august 1942    | marts 1943     | august 1944    | januar 1945 januar 1951                  | Forsøg med vinklet dæk, 1952              | CVA-36, 1952 CVS-36, 1953                          | 1949 maj 1963                    | Skrottet (februar 1974)                                  |
| CV-37     | USS Princeton* (tidl. Valley Forge)    | PNY   | august 1942    | september 1943 | juli 1945      | november 1945 august 1950                | Amphib                                    | CVA-37, 1952 CVS-37, 1954 LPH-5, 1959              | juni 1949 januar 1970            | Skrottet (maj 1971)                                      |
| CV-38     | USS Shangri-La*                        | NNY   | august 1942    | januar 1943    | februar 1944   | september 1944 maj 1951                  | SCB-27C/125, 1955                         | CVA-38, 1952 CVS-38, 1969                          | november 1947 juli 1971          | Skrottet (august 1988)                                   |
| CV-39     | USS Lake Champlain*                    | NNY   | august 1942    | marts 1943     | november 1944  | juni 1945 september 1952                 | SCB-27A, 1952                             | CVA-39, 1952 CVS-39, 1957                          | februar 1947 maj 1966            | Skrottet (april 1972)                                    |
| CV-40     | USS Tarawa*                            | NNY   | august 1942    | marts 1944     | maj 1945       | november 1945 februar 1951               |                                           | CVA-40, 1952 CVS-40, 1955                          | juni 1949 maj 1960               | Skrottet (oktober 1968)                                  |
| CV-45     | USS Valley Forge*                      | PNY   | juni 1943      | september 1944 | november 1945  | november 1946                            | Amfibie-platform                          | CVA-45, 1952 CVS-45, 1953 LPH-8, 1961              | januar 1970                      | Skrottet (Oktober 1971)                                  |
| CV-46     | Iwo Jima***                            | NNSD  | juni 1943      | januar 1945    |                |                                          |                                           |                                                    |                                  | Opbrudt på værftet                                       |
| CV-47     | USS Phillippine Sea*                   | FRSY  | juni 1943      | august 1944    | september 1945 | maj 1946                                 |                                           | CVA-47, 1952 CVS-47, 1955                          | december 1958                    | Skrottet (marts 1971)                                    |

*Langt skrog   **Færdiggjort efter ændret design  ***Aldrig færdiggjort
Skrognumrene 22–30 i rækken af hangarskibe var reserveret til Independence-klassen af lette hangarskibe (CVL); skrognumrene 41–44 var reserveret til store hangarskibe (CVB) af Midway-klassen.